# Neidermeyer’s Mind
A Niedermeyer's Mind a Korn nevű amerikai Nu metal banda első demója. A producere Ross Robinson, akit a Nu metal keresztapjának hívnak, bár ő ezt nem nagyon szereti. Bár azóta kultikussá vált, hiszen ez az első Nu metal felvétel, nagyon nehéz megtalálni. Az összes szám később megjelent valamelyik Korn lemezen.

## Háttér
James Shaffer "Munky", Reginald Arvizu "Fieldy" és David Silveria, miután hárman maradtak az L.A.P.D.-ből, eldöntötték, hogy szólnak egy régi ismerősüknek, Brian Welch "Head"nek, és bandát alapítanak. Ekkoriban még nem volt énekesük, mivel (ahogy később is) Munky és Head gitároztak, Fieldy basszusgitározott, és David dobolt. Látták Jonathan Davist fellépni egy szórakozóhelyen, az akkori bandájával, a Sexarttal, és úgy gondolták, együtt kéne zenélniük, ezért felkérték Jonathant, hogy énekeljen az ő bandájukban, aki szintén jó ötletnek tartotta, csatlakozott hozzájuk, és megalapították a Kornt.
Mielőtt még elkezdtek volna dolgozni,  Huntington Beachbe, (Los Angeles déli része), Kaliforniaba költöztek, ahol munkának láttak, majd stúdiót kölcsönöztek, attól a Jeff Creathtól, aki Jonathan Davist énekelni tanította. A stúdiót "Underground Chicken Sound"nak hívták. Amikor először bementek, sok ember tüntetett a stúdió előtt. Amint a Korn elkezdte játszani az egyik későbbi számukat, a "Clown"t (magyarul: Bohóc), a csoportosulás még nagyobb lett, ám a tüntetéssel felhagytak. Azt mondták, a Korn nagyon jó. Később Reginald Arvizu, azaz "Fieldy" azt mondta, hogy ez valószínűleg azért volt, mert a Korn "„más”", zeneileg más, mint a többi banda.

A banda névének eredetét sokféleképp magyarázzák, biztosat nem is lehet mondani. Később James Shaffer, azaz Munky javasolta, hogy írják a Corn-t "K"-val és fordított, nagy R-rel, így lett a nevük "»KoЯn«". Elsőnek állítólag Jonathan Davis írta így le a nevüket. Jonathan tervezte a logójukat is.

## Zene
A demón négy szám található, név szerint: "Predictable", "Blind", "Daddy" és "Alive". A "Predictable", a "Blind" és a "Daddy" is a következő albumon megtalálható, a Korn (album)on, ám az "Alive" csak a 2003-as Take a Look in the Mirroron jelenik meg újra.

Predictable:
A demón magasabb hangnemben játszották, mint az első albumon, de a szövegben nem történt változás.

Blind:
Nagyon sok különbség van a demó és a CD verzió között. Például a demón a versszak riffjét először eljátsszák gitáron, nem következik egyből az ének. Jonathan több helyen is jobban kitartja az éneket, mint az albumon. A "This time I look what's between the line" sort a demón nem húzza el, mint a CD-n, és a demón van utána még egy riff, ami a CD-n nincs ott. Valamint ezután az "I can't see" (Nem látok)-at ismétli, amit nincs a CD-n, és csak utána jön a lemezről jól ismert "I can't see, I can't see, I'm going blind" sor. A figyelmes hallgatók a dal utolsó másodperceiben egy, a Kornra jellemző halk "szólót" is felfedezhetnek, amit a Korn (album)ra nem vettek fel.

Alive:
Megbeszélések sora után úgy döntöttek, hogy az "Alive" nem lesz rajta az első albumon, helyette a "Need to"-t vették fel a Korn (album)ra. Az "Alive" csak a hatodik lemezükön, a Take a Look in the Mirroron jelent meg legközelebb.

Daddy:
A "Daddy" valószínűleg a Korn legmegrendítőbb, legnyomasztóbb és legtöbbet vitatott száma. Jonathan Davist kiskorában szexuálisan molesztálták, ez ihlette a számot. Bár a "Daddy"-ben azt énekli, hogy "You raped [...] And fucked your own child [...] Daddy why?" azaz: Megerőszakoltál [...] és megb@sz#@!d a saját gyerekedet [...] Apa, miért?" Azonban Jonathan elmondta egy interjúban, hogy nem az apja molesztálta, hanem a család barátja, aki egy nő volt. Ám ezt hiába próbálta elmagyarázni a szüleinek, azok azt hitték, csak hülyéskedik velük. A demón jóval rövidebb, mindössze 4:29, az albumon 9:35. Igaz az album verzióján csak körülbelül 5:30-ig tart a zene, utána Jonathant lehet hallani, ahogy üvöltözik (például: "Motherfucker! You fucked my whole life!") és sír. A Korn (album) felvételekor, amikor újra felvették ezt a számot, és Jonathan énekelt ez a párbeszéd hangzott el, amikor már sírt:

"Munky: Should we stop recording... He sounds like he's having a break down.
Head: Can you blame him?
David: Kay turn it off and cut this part out!
Fieldly: Hell no! This is the shit right here! This is real emotion! Get all this shit! *takes of a tissue*. Hey Head, here go wipe his tears with this so we sell this shit at auction!" 

Magyarul:
Munky: Meg kéne állítanunk a felvételt... Úgy hallatszik, mintha összeomlana.

Head: Képes vagy őt hibáztatni?

David: Kay, kapcsold ki, és vágd ki ezt a részt!

Fieldy: Semmiképp! Ez az igazi szarság, éppen itt! Ez az igazi érzelem! Vedd fel az egész szart! *elővesz egy papírzsebkendőt* Hey Head, itt, gyere és töröld ki a könnyeit ezzel, hogy el tudjuk adni ezt a szart egy aukción!
Az üvöltözés és a sírás a demón nincs rajta. 

És Jonathan éneke is más, mind stílusban, mind szövegben, például:

"I'll rape your mind. Follow me

I'll take my time. Follow me" ez a rész, csak a demón található. Itt a szám végén Jonathan a "Mummy" szót, azaz Anya, üvöltözi, és gyerek nevetésével van vége. Valamint a demón nem található meg az A capella-szerű intró, melynek szövege: 

"Mother, please forgive me,

I just had to let out, all my pain and suffering

Now, that I'm gone

Remember I'll always love you,

I'm your son"

Azaz magyarul: "Anya, kérlek bocsáss meg, Csak ki kellett engednem az összes fájdalmat és szenvedést. Most, hogy elmentem, emlékezz, mindig szeretni foglak. A fiad vagyok.
A "Daddy"-t soha nem játszották el a nyilvánosság előtt, Jonathan kérésére. Egyszer Bakersfieldben, a szülő városukban egy olyan koncertet adtak, ahol a közönség előre összeírta, mely számokat kérik. Köztük volt a "Daddy" is. Jonathan kijelentette, hogy nem lenne képes elénekelni, ez érthető.

## Stílus
Kurt Cobain halálát tartják az alternatív metal hanyatlása kezdetének, így teret adva az új metal-irányzatok megjelenésének. Bár a Korn előtt már voltak olyan együttesek, aki a klasszikus értelemben vett metalt más irányzatokkal ötvözték (ez a nu metal lényege), (például: Faith no More, Biohazard) mégse lehetett rájuk 100%-kal azt mondani, hogy Nu metal bandák. A Kornt tartják a stílus megteremtőjének, így az első, teljesen ilyen stílusú bandának. Ezért mondhatjuk azt, hogy bár ez csak egy demó, ez az első, igazi, teljesen Nu metal felvétel.
Egyébként a Kornon belül is megoszlanak a vélemények, hogy ők valóban Nu metal banda-e, Fieldy ezzel egyetért, de Jonathan nem:
Sok klónunk van, de engedd, hogy megmagyarázzam… Nos, én utálom a nu metal kifejezést. Mi mindig csak egy banda voltunk, amelyik rockzenét játszott. Nem szerettük, ha metál bandának hívtak, mi csak Korn vagyunk. Az emberek akkor használják ezeket a kifejezéseket, amikor nem tudnak valamit megmagyarázni, de a nu metal… amikor a sok együttes elkezdett olyan zenét játszani mint mi, akkor született a nu-metal. Nekünk nincs semmi dolgunk vele igazán, érzem. Én nem akarom a Red Hot Chili Peppers-t funk bandának hívni, és mi sem vagyunk metál vagy nu metal, mi Korn vagyunk. A nu metal csak egy kifejezés, ami nem jelent semmit.

## Fogadtatás
A Neidermeyer's Mind soha soha nem ért nagy sikereket, csak zene kiadóknak küldtek el belőle felvételeket, hátha az egyiknek megtetszik, és szerződést köt velük, így is lett, név szerint az Immortal/Epic lett a következő korong kiadója, ám az egyszerű emberek nehezen juthattak hozzá, csak ha szórólapokat töltöttek ki, akkor kaphattak egy-egy példányt. Viszont a Kornt annyira ismertté tette a demó, hogy többek között a Biohazard és a House of Pain előzenekara is lett. Érdekesség, hogy DJ Lethal a House of Painben volt, és a Korn támogatta, később pedig a Limp Bizkitbe lépett be, és a Limp Bizkitet a Korn támogatta, ők mutatták meg a Limp Bizkit első demóját Ross Robinsonnak, aki később egy darabig nekik is a producerük lett.

## Számlista
Az összes számot a Korn írta. A demó teljes hossza 17:13.
1. 1. Predictable 4:27
2. 2. Blind       4:52
3. 3. Daddy       4:29
4. 4. Alive       4:07

## Közreműködők
Korn:
- Jonathan Davis - vokál, skót duda
- James Shaffer "Munky" - gitár, háttérvokál
- Brian Welch "Head" - gitár
- Reginald Arvizu "Fieldy" - basszusgitár
- David Silveria - dob

Stáb:
- Ross Robinson - producer, mixelés, A&R
- Jeff Creath - co-producer, keverés
- Larry Weintraub - menedzser

## Fordítás
- Ez a szócikk részben vagy egészben  a   Neidermeyer's Mind című angol Wikipédia-szócikk fordításán alapul.  Az eredeti cikk szerkesztőit annak laptörténete sorolja fel. Ez a jelzés csupán a megfogalmazás eredetét és a szerzői jogokat jelzi, nem szolgál a cikkben szereplő információk forrásmegjelöléseként.